# FK Lida
Der FK Lida ist ein belarussischer Fußballverein aus Lida. Der Verein spielte insgesamt sieben Spielzeiten in der 1992 eingeführten Wyschejschaja Liha.

## Geschichte
Der Verein wurde 1962 als Krasnoje Znamja Lida gegründet, 1963 in Wympel Lida und 1971 in Obuwschik Lida umbenannt. Vier Mal wurde der Klub Meister des regionalen Ligabetrieb der belarussischen Sowjetrepublik und gehörte daher nach der Auflösung der Sowjetunion und der damit verbundenen Wettbewerbe unter dem Namen FK Abutnik Lida zu den Gründungsmitgliedern der Wyschejschaja Liha als belarussischer Meisterschaft. 
Nach dem Abstieg in die zweitklassige Perschaja Liha 1993 gelang dem Klub der sofortige Wiederaufstieg, wo er sich inklusive eines achten Tabellenplatzes im ersten Jahr drei Spielzeiten hielt. Hinter dem FK Homel und BATE Baryssau verpasste die nun nur noch als FK Lida antretende Mannschaft als Tabellendritte den direkten Wiederaufstieg, der jedoch als Zweitligameister im Folgejahr gelang. Bis zum erneuten Abstieg dauerte es zwei Spielzeiten, anschließend platzierte sich der Klub vornehmlich im mittleren Tabellenbereich der Perschaja Liha und stieg Ende 2006 in die Druhaja Liha ab. Nach dem direkten Wiederaufstieg folgte 2010 der erneute Abstieg, dem abermals der direkte Wiederaufstieg folgte. Anschließend etablierte sich der Klub auf dem zweiten belarussischen Spielniveau. 2020 wurden der Mannschaft wegen Verwicklung in Spielmanipulationen drei Punkte abgezogen.